# Valle-di-Campoloro
Valle-di-Campoloro (en cors E Valle di Campoloru) és un municipi francès, situat a la regió de Còrsega, al departament d'Alta Còrsega. L'any 1999 tenia 263 habitants.

## Demografia
| 1962 | 1968 | 1975 | 1982 | 1990 | 1999 |
| ---- | ---- | ---- | ---- | ---- | ---- |
| 121  | 1460 | 163  | 174  | 253  | 263  |

## Administració
| Període   | Identitat           | Partit | Qualitat |  |
| --------- | ------------------- | ------ | -------- |  |
| 2001-2008 | Simon Jean Riolacci |        |          |  |